# Ultraderecha (canción)
«Ultraderecha» es una canción del grupo de rock chileno Los Prisioneros y el primer sencillo promocional de su álbum homónimo (2003). Se caracteriza por tener elementos electrónicos y tuvo una alta rotación en países como Colombia.

## Canción
La canción es una denuncia de los efectos del neoliberalismo cuya doctrina es apoyada por la derecha en Chile y en el mundo, escrita —en forma despectiva— como ridiculización de los supuestos «valores» que promueve este sector. Fue tocada durante la gira de promoción de álbum Los Prisioneros en 2003, y en algunos conciertos solistas de Jorge González. Claudio Narea y Miguel Tapia la interpretaron juntos por primera vez desde 2019.

¡Libertad!, para vivir en la miseria 

¡Libertad!, para morir en la cárcel por deudas 
¡Libertad!, para torturar al esclavo
¡Libertad!, para proteger al millonario
¡Libertad!, parar globalizar el hambre
¡Libertad!, para dejar hecho mierda el planeta

¡Libertad!, defensores del derecho a estafarte.
Los Prisioneros, «Ultraderecha»

## Vídeo
El videoclip muestra a la banda tocando en vivo. Tuvo alta rotación en canales de televisión como Vía X.